# Judy Woodruff
Judy Carline Woodruff (Tulsa, Oklahoma, Estados Unidos, 20 de noviembre de 1946) es una periodista de la televisión estadounidense que ha trabajado desde 1976 en noticias para cadenas nacionales, cable y la televisión pública de ese país. Actualmente es presentadora y editora en jefe de PBS NewsHour. Woodruff ha cubierto todas las elecciones presidenciales y convenciones desde 1976. Ha entrevistado a varios jefes de Estado y moderado debates presidenciales de Estados Unidos.

## Carrera
Después de graduarse de la Universidad de Duke en 1968, Woodruff ingresó en el noticiero de una televisora local de Atlanta. A partir de entonces, fue nombrada corresponsal de NBC News en la Casa Blanca en 1976, cargo que ocupó durante seis años. Se unió a PBS en 1982, donde continuó los reportajes desde la Casa Blanca para el programa de noticias nocturno PBS NewsHour, antes conocido como The MacNeil / Lehrer NewsHour, además de presentar otro programa para esa cadena pública. Se trasladó a CNN en 1993 para presentar Inside Politics y CNN WorldView, junto con Bernard Shaw, hasta que dejó CNN en 2005, y regresó a PBS NewsHour en 2006. En 2013, ella y Gwen Ifill fueron nombradas presentadoras oficiales de PBS NewsHour, sucediendo al presentador fundador Jim Lehrer. Woodruff e Ifill compartieron la gestión de la recopilación de noticias hasta la muerte de Ifill por cáncer en 2016. Woodruff sucedió a Ifill como presentadora única  principal del programa.

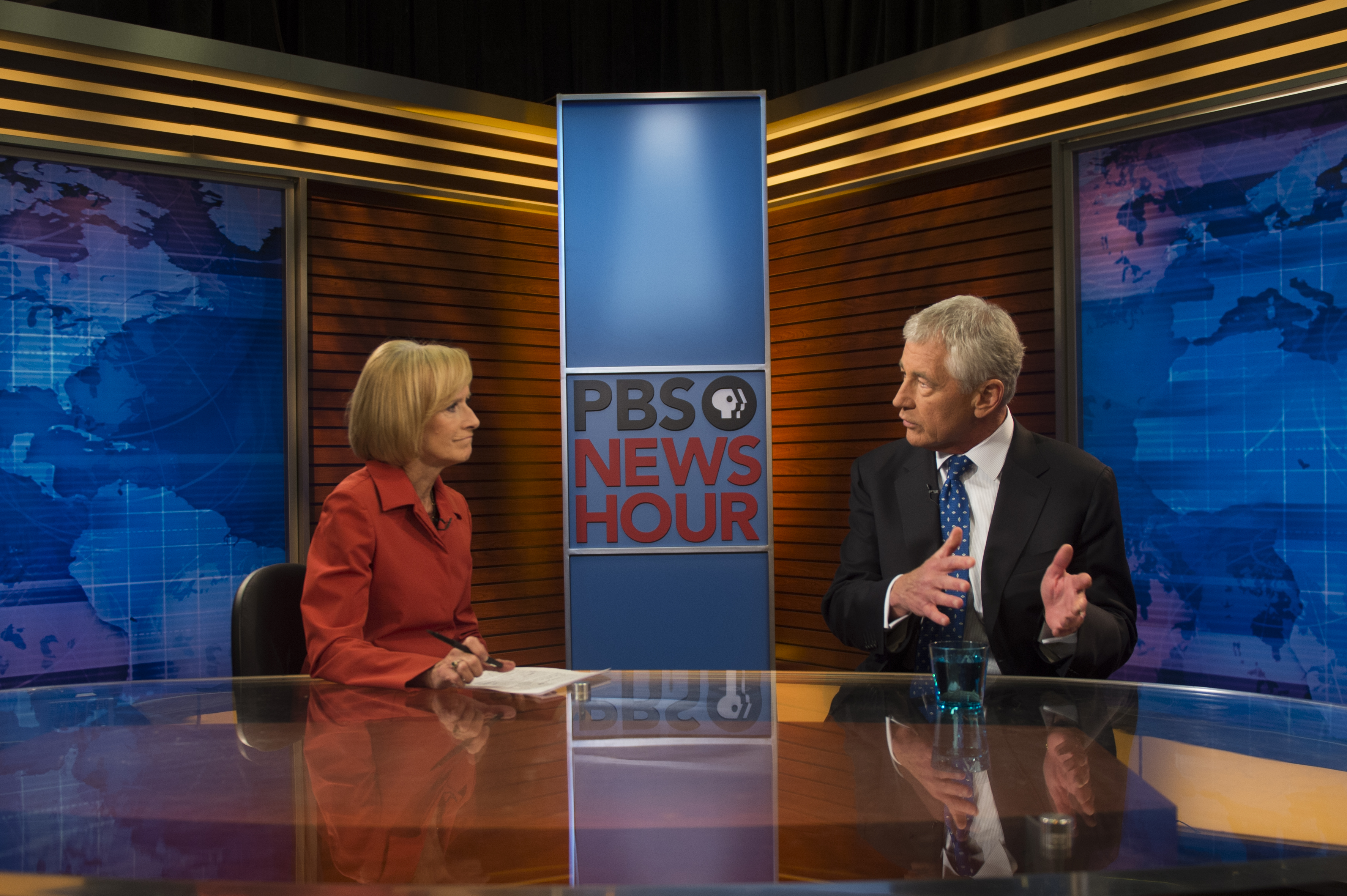
Woodruff, mientras entrevistaba al entonces secretario de Defensa Chuck Hagel en PBS NewsHour en septiembre de 2013.

### Sobre su estilo
The New York Times describió su trabajo en PBS NewsHour de la siguiente manera: «La entrega mesurada de la Sra. Woodruff, con las manos juntas y la voz baja, se erige como un contrapeso a una era loca de noticias estadounidenses».  

### Otras actividades
Woodruff escribió el libro This Is Judy Woodruff at the White House,(en español: Les habla Judy Woodruff desde la Casa Blanca), en el que describió sus experiencias como periodista, el cual fue publicado por Addison-Wesley en 1982. A lo largo de su carrera, ha abogado por organizaciones de mujeres, y formó parte de un grupo de periodistas que fundó en 1990 la International Women's Media Foundation, una organización que apoya internacionalmente a las mujeres en los medios. Ha formado parte de su junta directiva y actualmente forma parte de su consejo asesor.
Woodruff y su esposo, Al Hunt, han apoyado activamente a familias de niños con espina bífida (una afección que comparte su hijo mayor, Jeffrey) brindando asesoramiento y otros servicios necesarios. La pareja ayudó a organizar el asado anual de la Asociación de Espina Bífida de Estados Unidos, durante el cual los políticos asan frente a los periodistas, para recaudar fondos para la asociación. El evento fue transmitido por el canal de interés público C-SPAN,  entre 1989 y 2008.
Woodruff también ha sido miembro de las juntas directivas de varias otras organizaciones, incluido el Newseum, el Freedom Forum, el Museo Nacional de Historia Estadounidense, Global Rights, la Carnegie Corporation of Nueva York, America's Promise, Urban Institute, The Duke Endowment, y las becas de periodismo John S. Knight en Stanford.
Woodruff es una exmiembro de la Comisión Knight y actual miembro del Consejo de Relaciones Exteriores y la Academia Estadounidense de Artes y Ciencias.

### Reconocimientos
| Año     | Premio | Organización                                           | Nota (s)                                                                             | Ref.   |
| ------- | --- | ------------------------------------------------------ | ------------------------------------------------------------------------------------ | ------ |
| 1986    | Premio Joan Shorenstein Barone                                                                                                  | Asociación de corresponsales de radio y televisión     | primera vez que se otorgó el galardón                                                | [ 21 ] |
| 1996    | Premio Emmy de noticias y documentales en la categoría «Cobertura instantánea excepcional de una historia única de última hora» | Academia Nacional de Artes y Ciencias de la Televisión | junto a otros de CNN por la cobertura del atentado al Parque Olímpico del Centenario | [ 22 ] |
| 1998/99 | Premio Futrell | Universidad de Duke                                    |                                                                                      | [ 23 ] |
| 1995    | Premio Al Neuharth a la excelencia en los medios                                                                                | Newseum y Universidad de Dakota del Sur                | junto con su esposo Al Hunt                                                          | [ 24 ] |
| 1996    | Premio CableACE en la categoría «Presentador de noticias»                                                                       | NCTA                                                   | junto con Bernard Shaw                                                               | [ 25 ] |
| 2003    | Premio Internacional Matrix | Asociación de Mujeres en las Comunicaciones            |                                                                                      | [ 26 ] |
| 2003    | Premio Leonard Zeidenberg de la Primera Enmienda                                                                                | Asociación de Noticias Digitales de Radio Televisión   |                                                                                      | [ 27 ] |
| 2009    | Premio Duke Distinguished Alumni                                                                                                | Universidad de Duke                                    |                                                                                      | [ 28 ] |
| 2010    | Premio Edward R. Murrow a la trayectoria en televisión                                                                          | Universidad Estatal de Washington                      |                                                                                      | [ 29 ] |
| 2012    | Premio Gaylord a la excelencia en periodismo y comunicación de masas                                                            | Universidad de Oklahoma                                |                                                                                      | [ 30 ] |
| 2016    | Premio Pat Mitchell a la trayectoria                                                                                            | Centro de medios para mujeres                          | junto con Gwen Ifill                                                                 | [ 31 ] |
| 2016    | Premio Foremother | Centro Nacional de Investigación en Salud              |                                                                                      | [ 32 ] |
| 2017    | Medalla a la trayectoria periodística                                                                                           | Instituto Poynter                                      |                                                                                      | [ 33 ] |
| 2017    | Medalla Radcliffe | Instituto Radcliffe de Estudios Avanzados              | junto con Gwen Ifill (póstumamente)                                                  | [ 34 ] |
| 2017    | Premio Walter Cronkite a la excelencia en periodismo                                                                            | Universidad Estatal de Arizona                         | junto con Gwen Ifill (póstumamente)                                                  | [ 35 ] |
| 2017    | Premio Gwen Ifill a la libertad de prensa                                                                                       | Comité para la Protección de Periodistas               | primera vez que se otorgó el galardón                                                | [ 36 ] |

## Vida privada
Woodruff está casada con Al Hunt, columnista y exreportero, ambos viven en Washington D. C. La pareja se conoció durante un juego de softbol entre periodistas y el personal de la campaña presidencial de Jimmy Carter en Plains, Georgia, en 1976. Tienen tres hijos, Jeffrey (1981), Benjamin (1986), y Lauren (1989).